# Polo (personnage)
Pour les articles homonymes, voir Polo.
Polo est un personnage de bande dessinée créé par Régis Faller en 2000 dans le magazine Les Belles Histoires, dans Tralalire et Pomme d'Api (Bayard-Presse), et dans 7 albums publiés par Bayard Édition.
Cette série s'adresse à des lecteurs à partir de 3 ans.

## Les débuts
Polo est né de l'envie de créer une bande dessinée sans parole pour les tout petits.
Cette BD a pu ainsi être lue par des non-lecteurs et constitue en cela une première.

## Les personnages
Les histoires de Polo se déroulent dans un univers onirique, il est entouré d'une galerie de personnages : son amie Lili, des petits êtres phosphorescents, les luniens, un bonhomme de neige Oscar et un dragon facétieux Diégo.
Les livres de Polo abordent les thèmes de la solitude, de l'amitié et de l'amour, du rêve et de la magie, le tout vu à hauteur d'enfant.

## Adaptation
Polo a fait l'objet d'une adaptation en série animée et produite par Fabrique d'Images et diffusée en 2015 sur Piwi+ et la saison 2 est diffusée en fin 2016.

### Liste des épisodes télévisés

#### Saison 1
1. Le jour où Polo rencontra oscar, le bonhomme de neige
2. Le jour où Polo partit a la chasse aux nuages
3. Le jour où la mer a disparu
4. Le jour où le roi des poissons perdit sa couronne
5. Le jour où Polo sauva la baleine
6. Le jour où l’arc-en-ciel se retrouva tout grignote
7. Le jour où Polo vola au secours de Lili
8. Le jour où une étoile tomba du ciel
9. Le jour où les Luniens préparèrent un festin
10. Le jour où Polo ouvrit un calendrier de l’avent magique
11. Le jour où Polo sauva son arbre d'une étrange pluie
12. Le jour où Polo dompta un crayon magique
13. Le jour où Polo et Lili découvrirent un temple Inca
14. Le jour où les frères Krapos crûrent qu’ils allaient trouver un trésor
15. Le jour où Oscar, le bonhomme de neige, perdit son nez
16. Le jour où les nuages tombèrent du ciel
17. Le jour où une plante se mit a grandir, grandir, grandir
18. Le jour où Polo sauva les notes de musique
19. Le jour où les noix de coco disparurent mystérieusement
20. Le jour où le monde de Polo eut le hoquet
21. Le jour où Polo dompta un eclair
22. Le jour où le roi des poissons faillit manquer d’eau
23. Le jour où Polo libera les etoiles
24. Le jour où la baleine feta son anniversaire
25. Le jour où Polo devint minuscule
26. Le jour où les nuages n’arrivaient pas a pleuvoir
27. Le jour où les pingouins firent un jardin
28. Le jour où les luniens firent un concert de trompettes
29. Le jour où le monde se mit a pencher
30. Le jour où Polo devint un valeureux pirate
31. Le jour où Diego le dragon mangea comme un cochon
32. Le jour où le plus vieux des poissons voulut voler
33. Le jour où Diego devint bleu
34. Le jour où les notes de musique jouèrent a la bagarre
35. Le jour où la banquise sépara deux amoureux
36. Le jour où un gardien du temple se fâcha
37. Le jour où un bébé bonhomme de neige s’éveilla
38. Le jour où un petit fantôme s'anima
39. Le jour où les ombres de Polo et Lili partirent vivre leur vie
40. Le jour où le soleil se mit a clignoter
41. Le jour où la baleine lut une histoire trop triste
42. Le jour où la grenouille libraire plongea dans un livre
43. Le jour où Polo rencontra une sirène
44. Le jour où toutes les lettres s’envolèrent des livres
45. Le jour où Polo soigna un vaisseau fantôme
46. Le jour où Polo et Lili firent de la pâtisserie
47. Le jour où le monde perdit ses couleurs
48. Le jour où Polo aida une sirene a reprendre la mer
49. Le jour où un Lunien s’éteignit
50. Le jour où Polo détricota une toile d’araignée
51. Le jour où Polo participa a un tournoi de chevaliers
52. Le jour où Polo et Lili jouèrent au dentiste

#### Saison 2
1. Le jour où l'île de Diego s'est agrandie
2. Le jour où Polo visita l'espace
3. Le jour où Polo invita ses amis au bal masqué
4. Le jour où Polo sauva son arbre
5. Le jour où Polo vit fleurir le désert
6. Le jour où Polo arriva au bout du monde
7. Le jour où oscar, le bonhomme de neige, commença a fondre
8. Le jour où Plouf émerveilla les pingouins
9. Le jour où l'échelle se décrocha de la lune
10. Le jour où les frères Krapos voulurent voler la lune
11. Le jour où un Lunien s'est perdu
12. Le jour où le cœur de Diego s'envola
13. Le jour où Mia a eu très peur d'une araignée
14. Le jour où les pingouins partirent en vacances
15. Le jour où Diego cessa de cracher du feu
16. Le jour où l'iceberg d'Oscar se mit a fondre
17. Le jour où les frères Krapos volèrent le coffre des vents
18. Le jour où Mia confia ses nuages a Polo
19. Le jour où les frères Krapo volèrent le reflet de Polo
20. Le jour où Diego se mit a cracher de l'eau
21. Le jour où le vent se mit a souffler très fort
22. Le jour où Polo trouva des graines
23. Le jour où le toucan s'est pris pour un grand peintre
24. Le jour où Polo découvrit une île voyageuse
25. Le jour où Diego perdit une dent
26. Le jour où les frères Krapos enlevèrent les Luniens
27. Le jour où Polo rencontra un martien
28. Le jour où la champignonnière faillit s'écrouler
29. Le jour où l'ours blanc enleva plouf
30. Le jour où Polo sauva les Luniens des eaux
31. Le jour où Diego se transforma en glaçon
32. Le jour où Paola, la poule, creva son ballon
33. Le jour où Polo sauva Lili dans la tempête
34. Le jour où Polo fit un rêve
35. Le jour où la tour aux milles étages se mit a pencher
36. Le jour où Polo s'enfonça dans le brouillard
37. Le jour où Paola, la poule, eut des poussins
38. Le jour où l'ours blanc voulut devenir roi
39. Le jour où les Luniens firent des bêtises
40. Le jour où les pingouins se mirent a gonfler
41. Le jour où le temps s'arrêta
42. Le jour où Pélican, le facteur, tomba malade
43. Le jour où Plouf et le petit bonhomme de neige se disputèrent
44. Le jour où Polo trouva la clef du pays des rêves
45. Le jour où la nuit disparut
46. Le jour où Polo aida le petit hibou a retrouver sa maman
47. Le jour où l'ours blanc s'invita chez Polo
48. Le jour où Polo aida un jeune oiseau a s'envoler
49. Le jour où les pingouins voulurent faire la fête
50. Le jour où un oiseau gomme effaça tout sur son passage
51. Le jour où Polo parti a la recherche du rouge
52. Le jour où les Luniens eurent une peur bleue